# Hải Dương (provincie)
Hải Dương is een provincie van Vietnam. De provincie Hải Dương ligt in het noordoosten van Vietnam, wat ook wel Vùng Đông Bắc wordt genoemd. De oppervlakte van de provincie bedraagt ongeveer 1652 km² en de provincie telt ruim 1.700.000 inwoners. De hoofdstad van Hải Dương is de stad Hải Dương.

## Districten
Chi Linh, Nam Sach, Thanh Ha, Kinh Mon, Kim Thanh, Gia Loc, Tu Ky, Cam Giang, Bình Giang, Thanh Mien en Ninh Giang